# Веб-сериал
Веб-сериал (англ. Web series) — тип сериала, выпущенного с целью трансляции через Интернет, однако в дальнейшем возможно появление и на телевидении.
Одна серия подобного сериала наиболее часто именуется веб-эпизодом.

## Описание
Популярность данного жанра сериалов в последнее время постоянно растёт, несмотря на то, что концепция не новая. Первый веб-сериал создал американский продюсер Скотт Закарин в 1995 году — он назывался Убийство: вторая смена. Интенсивное производство веб-сериалов началось в 1997 году, однако позднее было прекращено из-за финансовых и технологических ограничений.
Рост популярности веб-сериалов можно рассматривать как результат увеличения доступности Интернета и улучшенной технологии потокового видео. Это позволило независимым производителям создавать низкобюджетные фильмы и сериалы, и распространять их через Интернет. В последнее время даже крупные телекомпании используют Интернет как средство продвижения своих телевизионных шоу, а также для разработки конкретных средств массовой информации и шоу для Интернета.
Веб-сериалы чаще всего являются любительскими, но есть и профессиональные, к примеру «Водители» («Drivers»), участие в котором принял Маколей Калкин.

## История
В 2004-2006 годах обрели популярность несколько независимых веб-сериалов — в частности, сериал «Красные против Синих», созданный компанией Rooster Teeth Productions, до сих пор считающийся длиннейшим веб-сериалом. Сериалы распространяются преимущественно через такие хостинги видеоматериалов, как YouTube, RuTube, Vimeo, а также через социальные сети. Сериал «Красные против Синих» собрал миллионную аудиторию — его посмотрело больше 100 миллионов пользователей. Сериал Семеро друзей Сэма, запущенного летом 2006 года, был номинирован на Эмми и исключён из Интернета, поскольку права на сериал были приобретены компанией Майкла Айснера. Веб-сериалы производятся и имеют успех не только в США, но и в странах бывшего Советского Союза — например, сериал Мистер Фримен на международном конкурсе блогов The Best of Blogs был признан «Лучшим видеоблогом», а детский скетчком Автобус смеха победил на XI международном кинофестивале «Рыбий Глаз» в номинации «Синема».

## В России
Одним из первых веб-сериалов в России стали «Масяня» (2001 — н. в.) и философский анимационный сериал «Mr. Freeman», выпущенный на YouTube в 2009 году.
- В ноябре 2011 вышел веб-сериал «Наркоман Павлик», сериал выходит и по сей день.
- В 2012 году вышли «Полицейские будни», в съёмках которого участвовали такие интернет-знаменитости, как Илья Мэддисон и Руслан Усачев. Сериал был закрыт после трёх эпизодов (каждый длительностью 12 минут).
- В ноябре 2015 года вышел «Район тьмы» режиссёра Арсения Гончукова[5][6].
- В декабре 2016 на YouTube вышел анимационный веб-сериал «Знакомьтесь, Боб».
- В 2017 году Сахаровский центр выпустил веб-сериал Права человека. Продюсеры обещали опубликовать сериал только после того, как соберут 5000 подписей на сайте, и таким образом собрали базу e-mail рассылки зрителей сериала.

- В 2017 году вышел сериал «ЭТО Я» режиссёра Андрея Феночка.
- В 2019 году вышел интерактивный сериал Digital Doctor в жанре фэнтези, снятый на основе одноимённого российского комикса. Главную роль в сериале сыграл Данила Якушев, получивший награду на веб-фестивале RIO Webfest в категории «Best Actor (Action/Sci-fi/Horror)»[7]. Режиссёр проекта, Виктор Кравченко, взял награду «Best Director» на веб-фестивале Bilbao Seriesland[8].
- В 2019 году вышла серия Russian Hackers Life режиссёра Виктора Кравченко. Сериал получил награду «Best Comedy» на двух веб-фестивалях: Short to the Point International Short Film Festival[9] и Los Angeles Film Awards[10]. В 2020 году вышел полноценный сезон, состоящий из 6 эпизодов[11].
- В декабре 2019 года вышел комедийный веб-сериал «Внутри Лапенко», созданный актёром и комиком Антоном Лапенко.